# Aeroportul Kilaguni
Aeroportul Kilaguni (IATA: ILU, ICAO: HKKL) este un aeroport din Kilaguni⁠(d), Kaunti ya Taita-Taveta⁠(d), Kenya.
Situat la o altitudine de 840 m, aeroportul dispune de o singură pistă.